# Талаги, Токе
Токе Талаги (англ. Toke Tufukia Talagi; 9 января 1951 — 15 июля 2020) — премьер Ниуэ с 19 июня 2008 года по 11 июня 2020 года.
В разное время занимал должности министра финансов, министра образования и заместителем премьер-министра. В Ниуэ отсутствуют какие-либо политические партии, поэтому Талаги является независимым кандидатом. Являлся президентом Союза регбистов Ниуэ. В 2008 году был председателем Форума Тихоокеанских островов. В мае 2009 года сопредседательствовал вместе с японским премьер-министром Таро Асо на Пятой встрече глав тихоокеанских государств, прошедшей в Хоккайдо.
Во время премьерства Талаги по инициативе Ниуэ в ноябре 2011 года было создано Содружество лидеров полинезийских государств, целью которого стало сотрудничество государств, расположенных в Полинезии в области торговли, инвестирования, культуры, образования.
Скончался после продолжительной болезни.